# 갈매기의 꿈 (1974년 영화)
갈매기의 꿈은 1974년 공개된 대한민국의 영화이다.

## 배역
- 신성일
- 윤소라
- 신숙
- 이낙훈
- 김애경
- 이향
- 최삼
- 윤인자
- 김기종
- 김승남
- 백송
- 송억
- 장춘언
- 이현성
- 김애라
- 최연수